# Authaeretis
Authaeretis är ett släkte av fjärilar. Authaeretis ingår i familjen Crambidae.
Kladogram enligt Catalogue of Life:
| Authaeretis | \| \| Authaeretis eridora \| \| \| \| \| \| Authaeretis exaereta \| \| \| \| |
|             | \| \| Authaeretis eridora \| \| \| \| \| \| Authaeretis exaereta \| \| \| \| |
|             | Authaeretis eridora                                                          |
|             |                                                                              |
|             | Authaeretis exaereta                                                         |
|             |                                                                              |